# Le Sel de la semaine
Le Sel de la semaine est une émission diffusée à l'antenne de la Télévision de Radio-Canada de 1965 à 1970. 
L'animateur, Fernand Seguin, s'entretenait avec des personnalités de différents domaines (science, littérature, art, etc).